# باگنگوکی
باگنگوکی (به لهستانی:  Bagniuki) یک روستا در لهستان است که در گمینا میخاوووو واقع شده‌است.